# Aartsbisdom Portoviejo
Het aartsbisdom Portoviejo (Latijn: Archidioecesis Portus Veteris) is een rooms-katholiek aartsbisdom met als zetel Portoviejo, in Ecuador. De aartsbisschop van Portoviejo is metropoliet van de kerkprovincie Portoviejo, waartoe ook het volgende suffragane bisdom behoort:
- Santo Domingo en Ecuador

## Geschiedenis
Het aartsbisdom werd opgericht op 23 maart 1870, als het bisdom Portoviejo, uit delen van het bisdom Guayaquil en het aartsbisdom Quito, en was suffragaan aan het aartsbisdom Quito. Op 14 december 1945 verloor het gebied bij de oprichting van de apostolische prefectuur Esmeraldas. Op 22 januari 1956 wisselde het van kerkprovincie en werd het suffragaan aan het nieuw verheven aartsbisdom Guayaquil. Op 25 februari 1994 werd het verheven tot metropolitaan aartsbisdom. 

## Parochies
Het aartsbisdom had in 2021 een oppervlakte van 21.000 km2 en telde 1.571.500 inwoners waarvan 85,0% rooms-katholiek was.

## Ordinarii

### Bisschoppen
- Luis Tola y Avilés (6 maart 1871 - juli 1884)
- Pedro Schumacher (27 maart 1885 - 15 juli 1902)
- Juan María Riera (5 december 1907 - 19 januari 1912)
- Nicanor Carlos Gavinales Chamorro (30 mei 1947 - 17 februari 1967)
- Luis Alfredo Carvajal Rosales (17 februari 1967 - 6 augustus 1989; hulpbisschop sinds 28 juli 1955, coadjutor sinds 20 augustus 1963)

### Aartsbisschoppen
- José Mario Ruiz Navas (6 augustus 1989 - 6 augustus 2007)
  - Francisco Ovidio Vera Intriago (hulpbisschop: 16 december 1992 - 21 april 2014)
- Lorenzo Voltolini Esti (6 augustus 2007 - 14 september 2018; hulpbisschop sinds 7 december 1993)
- Eduardo José Castillo Pino (2 oktober 2019 - heden; hulpbisschop sinds 14 maart 2012, apostolisch administrator sinds 14 september 2018)
  - Vicente Horacio Saeteros Sierra (hulpbisschop: 16 mei 2020 - 27 september 2022)

## Galerij van afbeeldingen

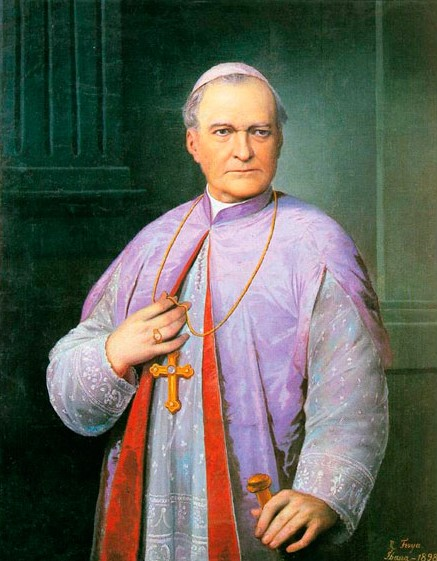
Bisschop Luis Tola y Avilés (1871-1884), eerste bisschop
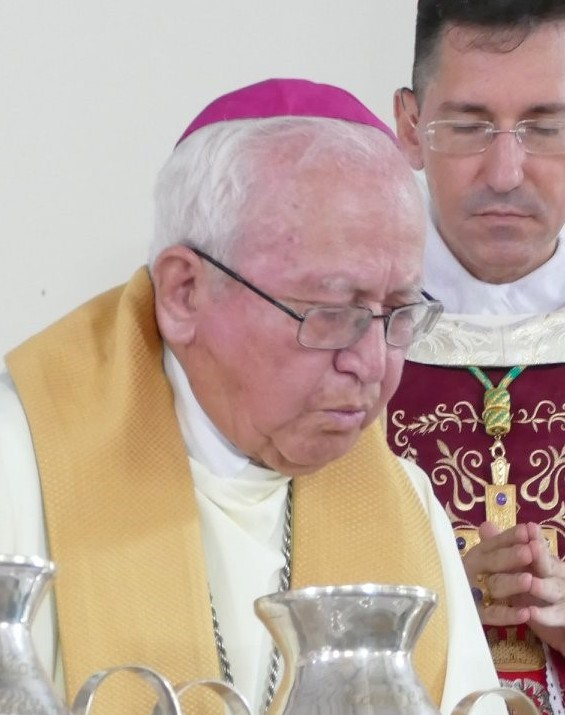
Aartsbisschop José Mario Ruiz Navas (1989-2007), eerste aartsbisschop
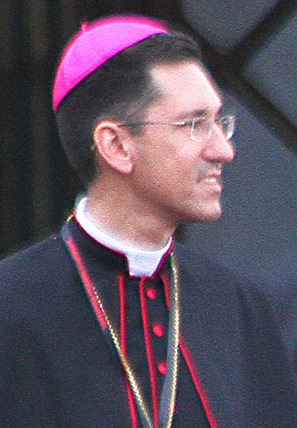
Aartsbisschop Eduardo José Castillo Pino (2019-heden)

Portoviejo (aartsbisdom) · Santo Domingo en Ecuador